# Ričardas Vaitkevičius
Ričardas Vaitkevičius (6 de mayo de 1933-3 de enero de 1996) fue un deportista soviético que compitió en remo.
Ganó una medalla de plata en el Campeonato Mundial de Remo de 1962 y dos medallas de plata en el Campeonato Europeo de Remo, en los años 1963 y 1964.

## Palmarés internacional
| Campeonato Mundial | Campeonato Mundial       | Campeonato Mundial | Campeonato Mundial |
| Año                | Lugar                    | Medalla            | Prueba             |
| ------------------ | ------------------------ | ------------------ | ------------------ |
| 1962               | Lucerna (Suiza)          | Medalla de plata   | Ocho con timonel   |
| Campeonato Europeo |                          |                    |                    |
| Año                | Lugar                    | Medalla            | Prueba             |
| 1963               | Copenhague (Dinamarca)   | Medalla de plata   | Ocho con timonel   |
| 1964               | Ámsterdam (Países Bajos) | Medalla de plata   | Ocho con timonel   |